# Dinamo Elektrostal
HC Dinamo Elektrostal (Russisch: Динамо Электросталь) is een Russische hockeyclub uit Elektrostal, oblast Moskou.
De club werd opgericht in 1994 als zaalhockeyclub onder de naam Avangard. De club won met het herenteam in 2004 en 2007 de beker van Rusland bij de heren. Ook werd de club zaalhockeykampioen in 2003 en 2007. In 2003 werd de naam Dynamo aangenomen en sinds 2009 speelt de club als Dynamo Elektrastal. Sinds 2003 speelt de club met het herenteam op het hoogste Russische niveau van het veldhockey en eindigde telkens in de top 4. In 2009 werd de club landskampioen veldhockey bij de heren. Sinds 2008 speelt ook het damesteam op het hoogste niveau en werd in 2013 Russisch kampioen veldhockey.
Het herenteam nam in 2006 en 2007 deel aan de Europacup II. In het seizoen 2007/08 nam de club deel aan de Euro Hockey League. De twee jaar daarna speelde Dinamo Elektrostal op het tweede Europese niveau om de Euro Hockey Club Trophy en won deze in 2010. In 2012, 2014, 2016, 2018 en 2019 nam de club wederom deel aan de Euro Hockey League. In februari 2022 won het herenteam de Europacup zaalhockey.